# Libro tascabile

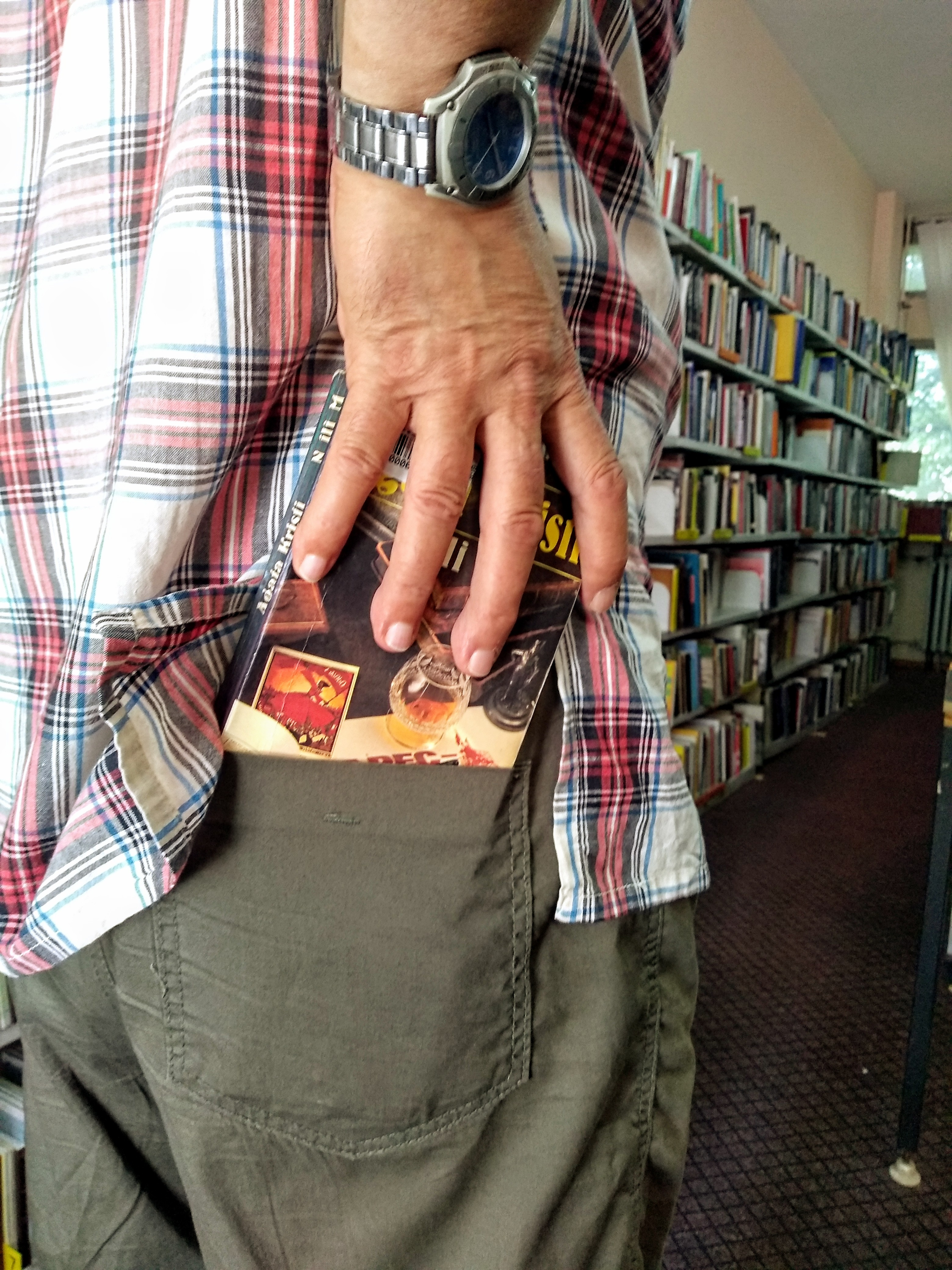
Un libro tascabile risposto nella tasca posteriore

Un libro tascabile è, alla lettera, un libro che si può "mettere in tasca": i libri tascabili si distinguono per le dimensioni ridotte rispetto alle edizioni rilegate e per il prezzo contenuto. Un'altra caratteristica comune ai tascabili è la legatura in brossura, fatta allo scopo di contenere il prezzo di copertina (che però rende i volumi molto più deperibili). Sono stati i primi libri a uscire nelle edicole, infatti le prime collane di libri tascabili uscirono come numeri di pubblicazioni periodiche.

## Nel mondo

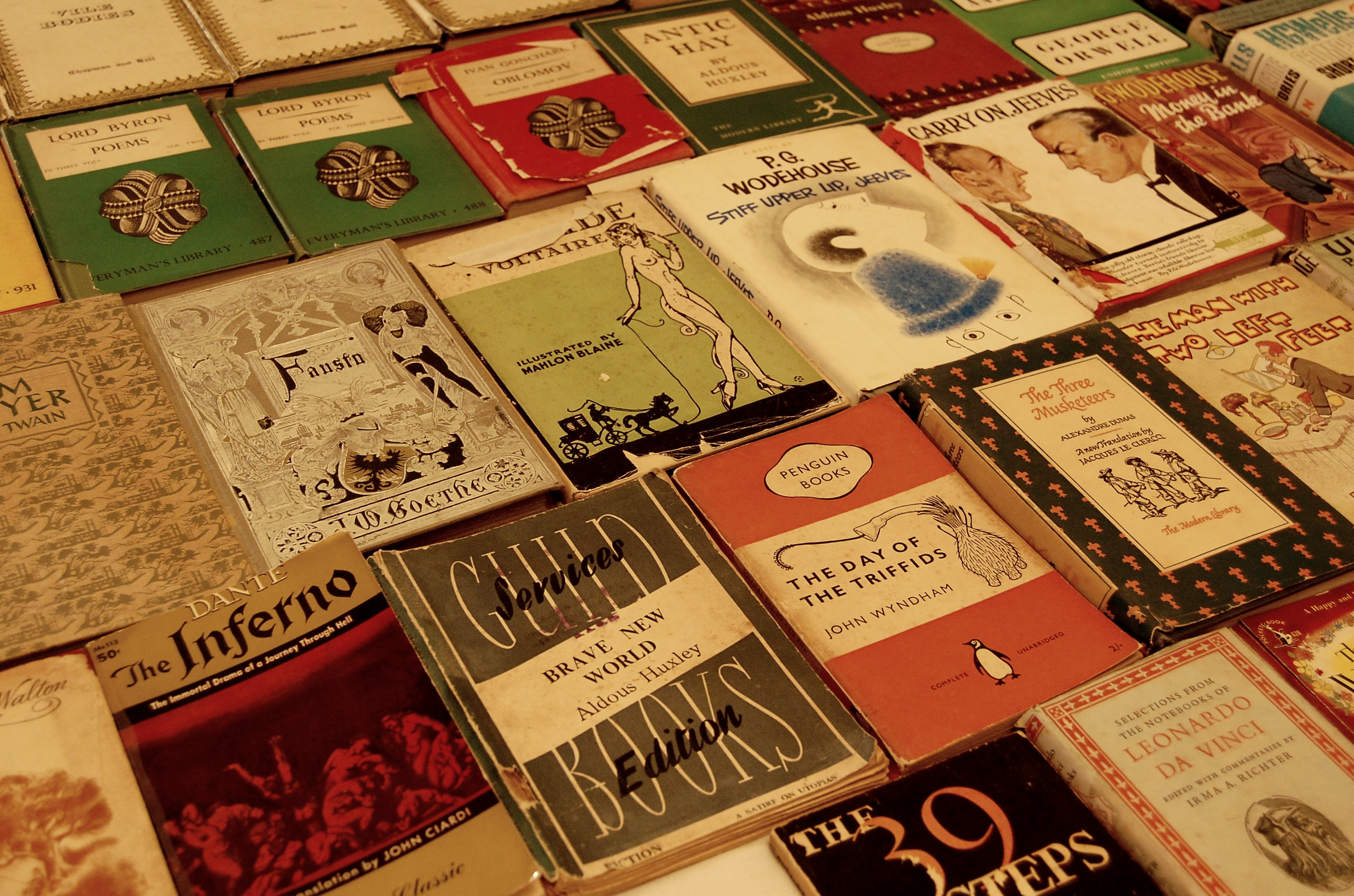
Alcuni libri tascabili in vendita

- Nel mondo anglosassone i tascabili sono noti come "paperbacks", contrapposti agli "hardcover books", a copertina rigida. Anche se esiste l'espressione "pocketbook" (e cioè, letteralmente, "libro da tasca"), per gli anglosassoni la distinzione più importante è tra una copertina rigida ("hard") e una di carta. La prima e più prestigiosa casa editrice di tascabili è la britannica Penguin Books, che iniziò a pubblicare libri in questo formato nel 1935. Però esisteva già la "Collection Nelson", dal 1910, una collana internazionale, che aveva sede a Parigi, Londra, Edimburgo e New York. Sono note, tra mercato britannico e statunitense, anche diverse collane di Ace Books, Avon, Ballantine Books, Bantam Books, Dell Publishing, HarperCollins, Lancer Books, Pocket Books (della Simon & Schuster), Popular Library (1928-1961) o Vintage Books (della Alfred A. Knopf). Negli Stati Uniti dalla seconda metà del XIX secolo erano popolari i cosiddetti Dime novel, mentre in Gran Bretagna i loro equivalenti erano i Penny dreadful.
- In Francia e negli altri paesi francofoni i tascabili sono noti come livres de poche, dal nome di una delle più importanti collane tascabili francesi, comparsa nel 1953. La collana più nota è la "Folio" della Gallimard (nata nel 1972). Altre collane sono "J'ai lu", "10/18", "Points" (della Éditions du Seuil) o "Pocket" (della casa editrice Presses de la Cité).
- In Germania una delle primissime collane tascabili, la Reclams Universal-Bibliothek venne lanciata nel 1867. Ma l'editore Bernhard Tauchnitz (1816-1895) aveva già fatto circolare dei volumetti per viaggiatori dal 1841. In anni più recenti sono molto note la Taschenbuch di Fischer e l'omonima collana presso Suhrkamp.
- In Spagna sono molto noti i tascabili dell'Editorial DeBolsillo.
- In Brasile il "livro de bolso" più noto è quello della collana "Coleção Globo", nata nel 1933.

## In Italia

### Esordi in Italia
Già nel XIX secolo, la Casa Editrice Sonzogno - fondata da Giambattista Sonzogno - esordisce con una serie di pubblicazioni economiche che spaziano dalle traduzioni di classici greci ai manuali, dalla letteratura italiana e straniera contemporanea, dalla letteratura d'evasione agli almanacchi tematici; l'editore ha inoltre l'idea innovativa di regalare agli abbonati delle sue riviste o giornali un libro o la stampa di un quadro.
Nel 1933 esce la collana economica I Corvi, edita dall'Editore Dall'Oglio-Corbaccio: divisa in diverse sezioni (verde, rosa, nera, gialla, scarlatta, avorio, oro, oltremare, illustrata, viola, argento, grigioperla, avana), ognuna avente numerazione, argomento e copertina diversi. I titoli, all'inizio venduti a 5 lire, vennero ristampati fino al 1991.
Nel Secondo Dopoguerra, prende avvio la Biblioteca Universale Rizzoli, ossia la BUR: con un aspetto diverso da quello di oggi e dimensioni molto più piccole (10,2 × 15,6 cm), veste editoriale spartana con copertina grigia con caratteri sempre uguali e nessuna illustrazione. La BUR, nata nel 1949, pubblicava classici della letteratura, attingendo dal catalogo dell'Editore Rizzoli, o semplicemente ripescando titoli del passato esenti da copyright. I primi titoli vennero stampati a 10.000 copie, ma presto si dovette raddoppiare e triplicare la tiratura. L'idea base era quella di vendere al prezzo fisso di 50 lire (poi portato a 60) i volumetti che potevano essere singoli o doppi o tripli, con una numerazione dei titoli e un prezzo fisso, proporzionale alle centinaia di pagine.
Un'altra collana nata nel 1949, e rilevata da Feltrinelli nel 1955, fu la Universale economica, una formula e un nome che andrà distribuendosi presso altri editori. Dietro questo progetto c'era l'idea di avvicinare la cultura al popolo a 100 lire a volume.
Nel 1953, l'Editore Bompiani pubblica la collana economica I Delfini.
Il principale editore italiano, Arnoldo Mondadori, risponde nel 1954 con la collezione I Libri del Pavone, che in 11 anni pubblicò 265 titoli di famosi romanzi da tutto il mondo. Ma il tascabile più noto dell'editoria italiana inizia nel 1965, e precisamente il 27 aprile, con la distribuzione in edicola del primo Oscar Mondadori: Addio alle armi di Ernest Hemingway. Il primo Oscar esaurirà in giornata una tiratura di 60.000 copie, per poi vendere 210000 copie nella prima settimana e quasi 400000 due mesi dopo.
La ragione del successo degli Oscar sta in diversi fattori: il prezzo, fisso (350 lire); la presenza puntuale in edicola ogni martedì (che creava fidelizzazione); un catalogo di testi (rigorosamente di narrativa) che a differenza dei BUR era basato sui successi editoriali degli ultimi anni; una prima timida forma di marketing pubblicitario; le accattivanti copertine a colori. In questo modo la casa editrice Mondadori veniva incontro alle esigenze di un pubblico più vasto di quello tradizionale delle librerie. Infine, il tascabile, essendo considerato pubblicazione periodica, godeva di notevoli sgravi fiscali.

### Il boom della vendita in edicola
Il successo degli Oscar scatenò una corsa ai tascabili da parte di case editrici piccole e grandi, decise a invadere questa nuova, inattesa fetta di mercato sfruttando in molti casi il proprio catalogo ripubblicandone i titoli nel nuovo formato economico. Dopo gli Oscar Mondadori, in maggio uscirono i Grandi libri Garzanti; in giugno i tascabili Sansoni; in settembre Dall'Oglio e Longanesi, oltre a molti altri editori minori o esordienti. Le edicole furono letteralmente sommerse di volumi. L'esigenza di collocarsi sul mercato andava a volte a scapito della qualità: in generale questi tascabili erano traduzioni di opere straniere, spesso cattive e frettolose o tagliate senza indicazioni.

### Il crollo
Il crollo non si fece attendere: a un anno dall'uscita del primo Oscar, le rese raggiunsero il 30% delle tirature. Le case editrici cessarono le pubblicazioni in edicola: la moda dei tascabili, o "libri-transistor" era già finita. Rimasero però le collane più prestigiose (Oscar, Bur, Grandi libri Garzanti), destinate però col tempo ad assumere una fisionomia molto diversa.

### Il tascabile in libreria
Negli anni sessanta i tascabili italiani avevano portato il libro in edicola, con un marketing magari sfacciato, ma in grado di trovare un pubblico nuovo: quello dei quotidiani e delle riviste. In questo senso, i tascabili svolsero un importante ruolo di alfabetizzazione e di diffusione della cultura in una società ancora in gran parte basata sui vari dialetti e in rapida evoluzione. Si trattava sempre di ristampe di titoli di successo, oltre ai classici della letteratura: il lettore perciò sapeva di poter andare sul sicuro, spendendo poco.
Il successo del tascabile lo portò inevitabilmente a misurarsi con un'altra fascia di mercato in rapida espansione, quello degli studenti. Negli anni settanta i tascabili entrarono nelle scuole e nelle facoltà, diventando strumenti di studio sempre più raffinati. Le traduzioni diventano più curate; le introduzioni si trasformano talvolta in raffinati apparati critici, per le quali vengono mobilitati critici e storici della letteratura (è il caso degli Oscar, dei Grandi Libri, della BUE, dei Centopagine, degli Struzzi e della PBE Einaudi). Gli Oscar intanto diversificano il prodotto, cominciando a pubblicare anche manuali (talvolta non ristampe, ma titoli originali) e fumetti (anche se il formato iniziale non è molto congeniale).
Alla crescita qualitativa del prodotto corrisponde però la crescita del prezzo e la fine della politica del prezzo fisso. Verso la fine degli anni settanta un Oscar poteva costare intorno alle 3-5000 lire; 10-20.000 alla fine del decennio successivo. Pur continuando a uscire anche nelle edicole, questo tipo di tascabili è ormai venduto soprattutto sugli scaffali delle librerie.

### Il nuovo ruolo del tascabile
Sempre negli anni settanta si assistette a una sorta di rivoluzione copernicana nella percezione del libro. Nel decennio precedente il tascabile era visto infatti come una volgarizzazione del libro, una sorta di riduzione (per bambini, per persone di limitata cultura o disponibilità economica ecc.), contrapposta al volume prestigioso, grande, rilegato. Ma la crescita qualitativa del tascabile fa sì che il prodotto sia visto sempre più come emblema della cultura tout-court: i tascabili diventano i principali libri di studio o di lavoro e non ammuffiscono nelle vetrine delle librerie ma si infilano nelle tasche di cappotti e degli eskimo. Molte case editrici universitarie (anche per carenza di fondi) pubblicano testi soltanto in versione paperback. Dal momento poi che un libro deve avere già venduto bene nella sua edizione rilegata per approdare a una ristampa in formato tascabile, l'edizione tascabile diventa una sorta di celebrazione del successo commerciale di un'opera. In breve, i tascabili diventano molto spesso i libri preferiti dalle persone che leggono molto. Anche se rimangono più deperibili rispetto alla classica edizione rilegata.
Tra le collane economiche e tascabili ci sono anche i Gabbiani del Saggiatore, la Piccola Biblioteca Adelphi, la GUM della Mursia, l'Universale Laterza, i Delfini presso Bompiani, le Idee presso Editori Riuniti, La Tasco di SugarCo, l'universale Cappelli, i Rombi della Marietti, l'intera TEA, la Lato Side (1978-1983) e ancora collane presso Bollati Boringhieri, La Nuova Italia, Le Monnier ecc. fino alle nuove case editrici degli anni ottanta e anni novanta che nascono sempre con almeno una collana se non quasi tutte in formato tascabile, sia pure però per la libreria.

### La seconda ondata: Newton e Millelire
Celebrati dal mondo della cultura, i tascabili hanno nel frattempo smesso di essere "tascabili" in senso stretto, sia per le dimensioni che per i prezzi. Il che lascia spazio a una "seconda ondata" di edizioni tascabili a prezzi ridotti, che guardano di nuovo alle edicole come punto privilegiato di diffusione al pubblico. Apre la strada la Newton Compton, che lancia una Biblioteca Economica. Il catalogo è più o meno il solito (grandi classici del passato, possibilmente esenti da copyright), i traduttori sono meno noti, la grafica, soprattutto all'inizio, poco curata (copertine verde pisello e prezzo in rilievo con caratteri dorati), ma l'obiettivo principale è contenere il prezzo: solo 3.900 lire. La formula avrà successo e porterà la Newton a ripeterla in altri formati, piccoli e grandi: dai Centopagine-Millelire, con oltre 20 milioni di copie vendute in un anno e circa 60 milioni in dieci anni, ai Mammut, enormi tomi rossi che riescono a vendere in edicola "Tutto-Dante", "Tutto-Vasari", "Tutto-Kafka" ecc. a sole 9.900 lire.
Stavolta è il successo della Newton e di altre piccole case editrici indipendenti (tra cui Stampa Alternativa coi suoi Millelire, che pure per il formato esiguo non sono "tascabili" nel senso tradizionale del termine) a stimolare le case editrici più grandi, tra cui la Mondadori. Quest'ultima, a metà anni novanta, vara una nuova collana di tascabili destinati a edicole, librerie e grande distribuzione: i Miti Mondadori. L'esempio sarà seguito anche stavolta in breve tempo dagli altri principali editori italiani, per esempio con i Superpocket, editi in collaborazione da Rizzoli e dalle case editrici del Gruppo Editoriale Mauri Spagnol.
In questa seconda ondata si può anche mettere la caratteristica di far coincidere i libri tascabili come libri "per giovani", o comunque con un target specifico (come il lancio per esempio di collane quali la Stile Libero di Einaudi, fondata nel 1996). Né si deve dimenticare che anche i dizionari hanno edizioni ridotte e a volte davvero tascabili (da viaggio). Inoltre esistono le edizioni parascolastiche (come per esempio la Editrice Bignami, con i suoi famosi e famigerati "Bigini", libretti di "pronto soccorso" scolastico).

### Evoluzioni e multimedialità
Negli ultimi anni dunque il mercato dei tascabili si è andato assestando su due fasce di mercato, a cui corrispondono due prodotti abbastanza diversi: semplificando, possiamo dire che esiste un tascabile (costoso) di qualità (che corrisponde grossomodo a quello che nei paesi anglosassoni è chiamato "trade paperback") e un tascabile "popolare" più conveniente (corrispondente ai "mass market paperback" anglosassoni), con una grafica più appariscente, un prezzo più contenuto e un paratesto critico meno importante o nullo.
Una novità dei primi dieci anni del nuovo secolo è anche la multimedialità: sempre più spesso i tascabili sono abbinati a CD, VHS o DVD, in un tentativo di raggiungere un pubblico più attento al linguaggio audiovisivo che a quello letterario. Del resto la missione dei tascabili è sempre stata quella di aprire la breccia della lettura ai nuovi fruitori.